# 무연탄

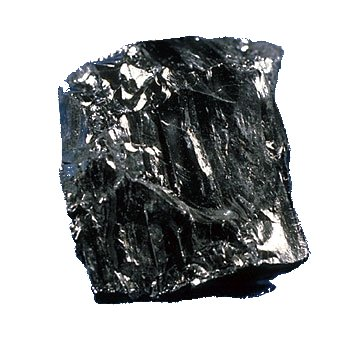
무연탄의 모습.

무연탄(無煙炭, 영어:  Black Coal/Anthracites)은 휘발성 물질의 함유량이 적은 석탄이다. 경질탄, 흑탄이라고도 불리는 무연탄은 아금속 광채를 가진 단단하고 콤팩트한 석탄의 일종으로, 모든 종류의 석탄 중 가장 높은 탄소 함유량, 가장 적은 불순물, 그리고 가장 높은 에너지 밀도를 가지고 있으며, 석탄 중 가장 높은 순위를 가지고 있다. 무연탄은 가장 많이 변성된 석탄 유형(하지만 여전히 낮은 등급의 변성을 나타냄)으로 탄소 함량은 86%에서 97% 사이이다. 이 용어는 점화점 이하에서 가열할 때 타르 또는 기타 탄화수소 증기를 방출하지 않는 석탄 품종에 적용된다. 무연탄은 점화가 어렵고 짧고 파란색이며 연기가 없는 불꽃으로 연소된다.
무연탄은 몇 가지 등급으로 분류되며, 표준 등급은 발전에 주로 사용되며, 고급 등급(HG)과 초고급 등급(UHG)은 주로 야금 분야에 사용되며, 무연탄은 전 세계 석탄 매장량의 약 1%를 차지하며, 전 세계적으로 소수의 국가에서만 채굴된다. 미국 펜실베니아주 북동부의 석탄 지역은 70억 톤으로 추정되는 매장량으로 세계에서 가장 많은 것으로 알려진 무연탄 매장량을 가지고 있다. 중국은 전 세계 생산량의 대부분을 차지하며, 다른 생산국으로는 러시아, 우크라이나, 북한, 남아프리카 공화국, 베트남, 영국, 호주, 캐나다 및 미국이 있다. 2020년 총 생산량은 6억 1500만 톤이다.

## 유연탄과 차이
유연탄과 무연탄은 연소과정에서 연기 생성 여부에 따라 구분을 하고 있으며, 무연탄은 연기생성이 없는 것, 유연탄은 연기 생성이 있는 것을 말한다. 한국에서 생산되는 것은 무연탄으로 유연탄은 거의 전량 수입에 의존하고 있다. 무연탄과 유연탄의 구별은 탄소와 휘발분 함량의 차이에 있으며, 휘발분의 함량(14% 이상)이 높은 것이 유연탄이다. 휘발분의 함량이 높을수록 화염이 높고, 연기가 많이 발생한다.

## 구별
무연탄과 유연탄의 구분은 탄소함량, 휘발분 함량에 따라 구분하고 있으며, 특히 휘발분의 함량이 14% 이상이면 유연탄, 14%이하이면 무연탄으로 구분된다. 탄소함량과 휘발분의 함량에 따라 발열량에 차이가 있으며, 무연탄 발열량은 4500kcal/kg이하, 유연탄은 5000kcal/kg - 7000kcal/kg 정도로서 5,833kcal/kg이상의 발열량 조건을 만족해야한다. 이러한 발열량의 차에 의하여 화력에 차이가 있으며, 2,000℃이상의 화력을 유지할 수 있는 것은 유연탄이며, 화력발전소 등에서는 유연탄을 주로 사용한다.

## 주요 생산국
현재 생산국 중 러시아, 중국, 폴란드, 우크라이나의 추정 무연탄 매장량이 가장 많고, 베트남과 북한도 매장량이 많다.
지질학적으로 볼 때, 세계에서 가장 큰 무연탄 매장량은 미국 펜실베니아주 북동부에 있는 Lackawanna 탄광과 펜실베이니아주 스크랜턴 주변에서 발견된다. 현지에서 석탄 지역이라고 불리는 이 매장량에는 원래 228억 단톤(206억 8천만 톤)의 무연탄을 보유하고 있던 석탄을 함유하고 있는 암석이 480평방 마일(1,200km2)이나 된다. 지리적 지역은 길이가 약 100마일(161km)이고 폭이 약 30마일(48km)이다. 역사적인 채굴과 석탄 기반 토지의 개발로 인해 70억 단톤(63억 톤)의 채굴 가능한 매장량이 남아 있는 것으로 추정된다. 미국은 또한 콜로라도주 크레스트리드 뷰트에서 역사적으로 채굴된 것과 같은 몇 개의 더 작은 무연탄 매장량을 포함하고 있다.
캐나다 브리티시 콜롬비아에 위치한 그라운드호그 무연탄 퇴적물은 이전에 개발되지 않은 세계에서 가장 큰 무연탄 퇴적물이다. 호주 상장 회사인 Atrum Coal이 소유하고 있으며 15억 7천만 톤의 고급 무연탄을 보유하고 있다.
새로운 삼차 또는 백악기 시대의 무연탄은 캐나다의 로키산맥의 크라우네스트 고개 부분과 페루의 안데스산맥의 다양한 장소에서 발견된다.

### 대한민국
대한민국에서 생산되는 석탄은 주로 무연탄이며, 유연탄은 남한에서 전혀 나지 않고 전량 수입하고 있다. 대한민국에는 고생대 후기~중생대 초기에 형성된 퇴적암 지층 평안 누층군이 분포하는 지역에서 무연탄이 생산된다. 무연탄이 생산되는 지역으로 강릉시의 강릉탄전, 삼척시-태백시의 삼척탄전, 영월군의 영월탄전, 평창군-정선군의 평창-정선탄전, 단양군의 단양탄전, 문경시의 문경탄전, 보은군의 보은탄전, 화순군의 화순탄전, 충청남도 보령시·청양군의 충남탄전 등이 있다. 평안 누층군 중 특히 금천층과 장성층에서 많은 양의 무연탄이 나와 과거 가행 대상이 되었다.

### 무연탄 가격

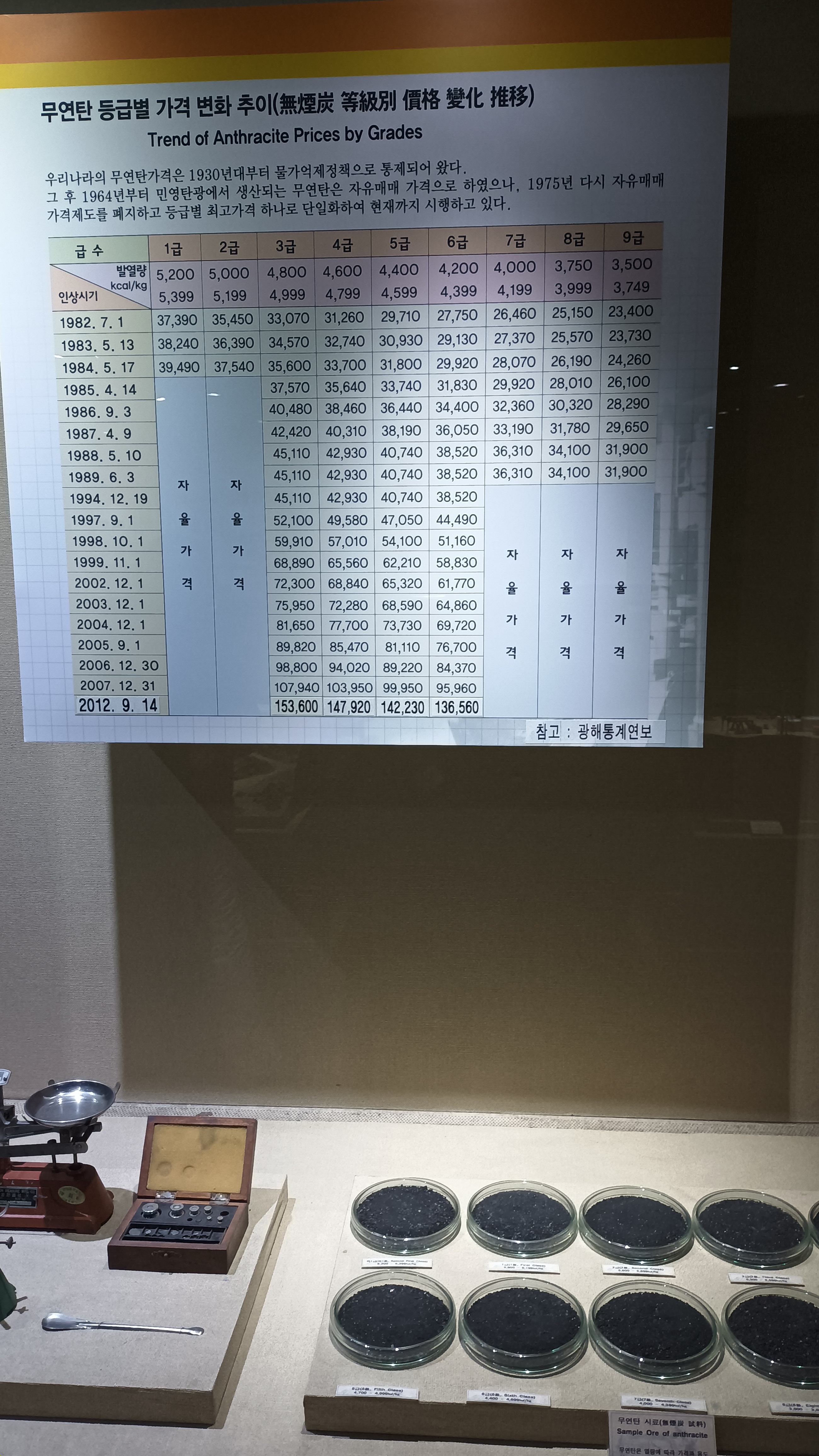
태백석탄박물관에 전시된 무연탄과 무연탄 가격

대한민국의 무연탄 가격은 1930년대부터 물가 억제 정책으로 통제되어 왔다. 1964년부터 민영탄광에서 생산되는 무연탄은 자유매매 가격으로 하였으나 1975년 자유매매 가격제를 폐지하고 등급별 최고가격 하나로 단일화하여 현재까지 시행하고 있다.  
| 급수             | 1급         | 2급         | 3급         | 4급         | 5급         | 6급         | 7급         | 8급         | 9급         |
| ---------------- | ----------- | ----------- | ----------- | ----------- | ----------- | ----------- | ----------- | ----------- | ----------- |
| 발열량 (kcal/kg) | 5,200~5,399 | 5,000~5,199 | 4,800~4,999 | 4,600~4,799 | 4,400~4,599 | 4,200~4,399 | 4,000~4,199 | 3,750~3,999 | 3,500~3,749 |
| 1982. 7. 1       | 37,390      | 35,450      | 33,070      | 31,260      | 29,710      | 27,750      | 26,460      | 25,150      | 23,400      |
| 1983. 5. 13      | 38,240      | 36,390      | 34,570      | 32,740      | 30,930      | 29,130      | 27,370      | 25,570      | 23,730      |
| 1984. 5. 17      | 39,490      | 37,540      | 35,600      | 33,700      | 31,800      | 29,920      | 28,070      | 26,190      | 24,260      |
| 1985. 4. 14      | 자율가격    | 자율가격    | 37,570      | 35,640      | 33,740      | 31,830      | 29,920      | 28,010      | 26,100      |
| 1986. 9. 3       | 자율가격    | 자율가격    | 40,480      | 38,460      | 36,440      | 34,400      | 32,360      | 30,320      | 28,290      |
| 1987. 4. 9       | 자율가격    | 자율가격    | 42,420      | 40,310      | 38,190      | 36,050      | 33,190      | 31,780      | 29,650      |
| 1988. 5. 10      | 자율가격    | 자율가격    | 45,110      | 42,930      | 40,740      | 38,520      | 36,310      | 34,100      | 31,900      |
| 1989. 6. 3       | 자율가격    | 자율가격    | 45,110      | 42,930      | 40,740      | 38,520      | 36,310      | 34,100      | 31,900      |
| 1994. 12. 19     | 자율가격    | 자율가격    | 45,110      | 42,930      | 40,740      | 38,520      | 자율자격    | 자율자격    | 자율자격    |
| 1997. 9. 1       | 자율가격    | 자율가격    | 52,100      | 49,580      | 47,050      | 44,490      | 자율자격    | 자율자격    | 자율자격    |
| 1998. 10. 1      | 자율가격    | 자율가격    | 59,910      | 57,010      | 54,100      | 51,160      | 자율자격    | 자율자격    | 자율자격    |
| 1999. 11. 1      | 자율가격    | 자율가격    | 68,890      | 65,560      | 62,210      | 58,830      | 자율자격    | 자율자격    | 자율자격    |
| 2002. 12. 1      | 자율가격    | 자율가격    | 72,300      | 68,840      | 65,320      | 61,770      | 자율자격    | 자율자격    | 자율자격    |
| 2003. 12. 1      | 자율가격    | 자율가격    | 75,950      | 72,280      | 68,590      | 64,860      | 자율자격    | 자율자격    | 자율자격    |
| 2004. 12. 1      | 자율가격    | 자율가격    | 81,650      | 77,700      | 73,730      | 69,720      | 자율자격    | 자율자격    | 자율자격    |
| 2005. 9. 1       | 자율가격    | 자율가격    | 89,820      | 85,470      | 81,110      | 76,700      | 자율자격    | 자율자격    | 자율자격    |
| 2006. 12. 30     | 자율가격    | 자율가격    | 98,800      | 94,020      | 89,200      | 84,370      | 자율자격    | 자율자격    | 자율자격    |
| 2007. 12. 31     | 자율가격    | 자율가격    | 107,940     | 103,950     | 99,950      | 95,960      | 자율자격    | 자율자격    | 자율자격    |
| 2012. 9. 14      | 자율가격    | 자율가격    | 153,600     | 147,920     | 142,230     | 136.560     | 자율자격    | 자율자격    | 자율자격    |

## 같이 보기
- 석탄
- 연탄
- 평안 누층군
  - 만항층/요봉층
  - 금천층
  - 장성층
  - 함백산층
  - 삼척탄전
  - 강릉탄전
  - 단양탄전
  - 문경탄전
- 대동 누층군
  - 충남탄전
  - 문경탄전
- 유연탄
- 안트라사이트